# 위험한 청춘 (1983년 영화)
《위험한 청춘》(영어: Risky Business)은 1983년에 개봉한 미국의 십대 성장 코미디 영화이다. 폴 브리크먼의 감독 데뷔작이며 그가 각본 역시 맡았다.